# Dwight (Dakota Północna)
Dwight – miasto w Stanach Zjednoczonych, w stanie Dakota Północna, w hrabstwie Richland.